# Giải Eli Lilly về Hóa Sinh
Giải Eli Lilly về Hóa Sinh (tiếng Anh: Eli Lilly Award in Biological Chemistry) là một giải thưởng khoa học của Hội Hóa học Hoa Kỳ dành cho những nhà khoa học trẻ dưới 38 tuổi, có công trình nghiên cứu xuất sắc trong lãnh vực Hóa sinh học.
Giải này được thành lập năm 1935, được trao hàng năm và do Công ty dược phẩm Eli Lilly and Company bảo trợ tài chính.

## Những người đoạt giải
- 1935 William M. Allen
- 1937 Harold S. Alcott
- 1938 Abraham White
- 1939 George Wald (đoạt giải Nobel Sinh lý học và Y khoa năm 1967)
- 1940 Eric G. Ball
- 1941 David Rittenberg
- 1942 Earl A. Evans
- 1943 Herbert E. Carter
- 1944 Joseph S. Fruton
- 1945 Max A. Lauffer
- 1946 John D. Ferry
- 1947 Sidney Colowick
- 1948 Dilworth Woodley
- 1949 Irving M. Klotz
- 1950 William Shive
- 1951 John M. Buchanan
- 1952 David M. Bonner
- 1953 Nathan O. Kaplan
- 1954 Harvey A. Itano
- 1955 William F.Neuman
- 1956 Robert A. Alberty
- 1957 Harold A. Scheraga
- 1958 Lester J. Reed
- 1959 Paul Berg (đoạt giải Nobel Hóa học năm 1980)
- 1960 James D. Watson (đoạt giải Nobel Sinh lý học và Y khoa năm 1962)
- 1961 Frederick Crane
- 1962 Jerald Hurwitz
- 1963 William P. Jencks
- 1964 Bruce N. Ames
- 1965 Gerald M. Edelman (đoạt giải Nobel Sinh lý học và Y khoa năm 1972)
- 1966 Phillips W. Robbins
- 1967 G. G. Hammes
- 1968 C. Richardson
- 1969 Mario Capecchi (đoạt giải Nobel Sinh lý học và Y khoa năm 2007)
- 1970 Lubert Stryer
- 1971 David F. Wilson
- 1972 Bruce M. Alberts
- 1973 C. Fred Fox
- 1974 James E. Dahlberg
- 1975 Mark Ptashne
- 1976 Joan A. Steitz
- 1977 Robert G. Roeder
- 1978 Charles R. Cantor
- 1979 Christopher T. Walsh
- 1980 Phillip Allen Sharp (đoạt giải Nobel Sinh lý học và Y khoa năm 1993)
- 1981 Roger D. Kornberg (đoạt giải Nobel Hóa học năm 2006)
- 1982 H. M. Weintraub
- 1983 Richard Axel (đoạt giải Nobel Sinh lý học và Y khoa năm 2004)
- 1984 David V. Goeddel
- 1985 Gerald M. Rubin
- 1986 James E. Rothman
- 1987 J. K. Barton
- 1988 Peter Walter
- 1989 Michael M. Cox
- 1990 G. L. McLendon
- 1991 Peter G. Schultz
- 1992 William F. DeGrado
- 1993 Stuart L. Schreiber
- 1994 Peter S. Kim
- 1995 Jeremy Berg
- 1996 Gregory L. Verdine
- 1997 Allana Schepartz
- 1998 John Kuriyan
- 1999 Chaitan Khosla
- 2000 Xiaodong Wang
- 2001 Jennifer A. Doudna
- 2002 Kevan M. Shokat
- 2003 Andreas Matouschek
- 2004 Benjamin Cravatt
- 2005 D. G. McCafferty
- 2006 Linda Hsieh-Wilson
- 2007 Anna K. Mapp
- 2008 Paul J. Hergenrother
- 2009 Scott K. Silverman
- 2010 Alice Y. Ting
- 2011 Nathanael Gray
- 2012 Christopher J. Chang
- 2013 Matthew D. Disney
- 2014 Yi Tang